# Süstedt
Süstedt is een Ortsteil (onderdeel) van  de gemeente Bruchhausen-Vilsen in de Duitse deelstaat Nedersaksen. Deze gemeente maakt op haar beurt weer deel uit van de Samtgemeinde Bruchhausen-Vilsen in het Landkreis Diepholz. 
Tot 1 november 2016 was Süstedt zelf een deelgemeente van bovengenoemde Samtgemeinde, maar "degradeerde" per die datum tot Ortsteil. 
Voor meer informatie zie: 
- Bruchhausen-Vilsen
- Samtgemeinde Bruchhausen-Vilsen

- Gemeinsame Normdatei: 4284463-0
- Virtual International Authority File: 246653017
- WorldCat: E39PBJx8FQ8phgg9BXXr8PGmBP